# Euliini
Az Euliini a sodrómolyformák (Tortricinae) alcsaládjának egyik, meglehetősen fajgazdag nemzetsége.

## Származásuk, elterjedésük
A viszonylag fajszegény nemzetség 87 nemébe 2013-ban mintegy 670 fajt soroltak, ez sodrómolyfélék (Tortricidae) fajainak kevesebb mint 2 %-a. A fajok mintegy 98 %-a neotropikus. Európában két nem (Eulia, Pseudargyrotoza) egy-egy faja található meg.

## Magyarországi fajok
Magyarországon a nemzetségnek mindössze egyetlen faja él:
- aranybarna sodrómoly (Eulia ministrana L., 1758) – Magyarországon közönséges (Fazekas, 2001; Buschmann, 2004; Pastorális, 2011; Pastorális & Szeőke, 2011);